# Blue My Mind - Il segreto dei miei anni
Blue My Mind - Il segreto dei miei anni (Blue My Mind) è un film del 2017 diretto da Lisa Brühlmann.

## Trama
La quindicenne Mia Weber si è trasferita da poco a Zurigo e sta attraversando un periodo di forte trasformazione che mette in discussione tutta la sua esistenza. Stringe una nuova amicizia con Gianna, considerata una ragazza problematica che ha già sperimentato sesso e droga, e con il suo gruppo di amiche, Vivi e Nelly. A differenza degli altri adolescenti però, il corpo di Mia subisce degli strani cambiamenti, inizialmente difficili da notare ma via via sempre più radicali e sconvolgenti che la avvicinano alle caratteristiche di una sirena. Mia arriva a sospettare di essere stata adottata e tenta inutilmente di fermare questo processo di trasformazione anche fisica, ma dovrà accettare l'inesorabile cambiamento in qualcosa che è sempre stato dentro di lei e che ora sta prendendo il sopravvento.

## Distribuzione
Il film è stato presentato il 24 settembre 2017 al Festival di San Sebastián. Ha partecipato a diversi festival internazionali come il Zurich Film Festival e Alice nella città. È uscito nelle sale svizzere il 9 novembre 2017.

## Produzione
Blue My Mind è stato girato nella città di Zurigo con alcune eccezioni. Il centro commerciale Glattzentrum, l'Irchelpark e l'altro importante centro commerciale, Sihlcity, sono alcuni luoghi fondamentali. La classe discute anche una gita scolastica da fare nel parco tematico svizzero Conny-Land.
La regista Lisa Brühlmann si è ispirata nel film ai miti greci, soprattutto alle ninfe, e a Carl Gustav Jung che ribadiva il concetto dell'oceano come madre primordiale. Il ritorno all'oceano viene visto, quindi, come un ritorno alla casa della madre.
Al momento delle riprese l'attrice protagonista, Luna Wedler, aveva realmente diciannove anni, a differenza del personaggio principale del film.
Lo sceneggiatore del film, Claudio Fragrasso, recita anche la parte dell'insegnante Eric